# Ningxia
Ningxia oder alternativ Ningsia (chinesisch 寧夏 / 宁夏, Pinyin Níngxià) ist ein Autonomes Gebiet im Nordwesten der Volksrepublik China. Der vollständige chinesische Name ist Níngxià Huízú Zìzhìqū 宁夏回族自治区, Autonomes Gebiet Ningxia der Hui-Nationalität.

## Geographie

### Physische Geographie

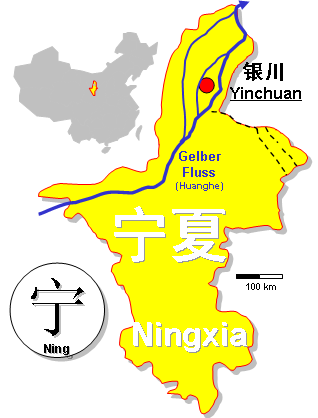
Umrisskarte Ningxia

Das Autonome Gebiet der Hui grenzt im Osten an die Provinz Shaanxi, im Norden und Westen an die Innere Mongolei und im Süden an die Provinz Gansu. Siehe auch Autonome Verwaltungseinheiten Chinas.
Mit einer Fläche von nur 66.000 km² und einer Bevölkerungszahl von 5,6 Millionen zählt Ningxia zu den kleinsten und bevölkerungsärmsten unter den Provinzen und Regionen Chinas, ist aber immer noch mehr als anderthalbmal so groß wie etwa die Niederlande. Das Gebiet wird durch den Gelben Fluss durchflossen, der westlich in Ningxia einfließt und es in Richtung Norden verlässt. Ein weiterer wichtiger Fluss ist der Qingshui He, der von Süden kommend in Ningxia in den Gelben Fluss, bei dessen großer Nordbiegung, mündet.
Ningxia befindet sich an der Nordwestgrenze der großen Lößebene, am Übergang zum mongolischen Steppen- und Wüstenland. 38 % der Fläche bestehen aus Hügelland, 27 % aus Schwemmebenen und Becken, 17 % aus Tafelländern, 16 % aus Gebirgen und 2 % aus Wüsten. Die vom Gelben Fluss durchzogenen Schwemmebenen und Becken bilden die wichtigsten agrarwirtschaftlich genutzten Gebiete, die jedoch durch intensive und falsche Nutzung zunehmend an Fruchtbarkeit verlieren.
Im Süden und Südwesten wird Ningxia durch das Liupan-Shan-Gebirge und das Quwu-Shan-Gebirge eingeschlossen. Im Norden, wo auch Reste der Großen Mauer Ningxia von der Inneren Mongolei abgrenzen, liegt der Helan Shan.
Die höchste Erhebung Ningxias misst 3556 m an Höhe.

### Klima

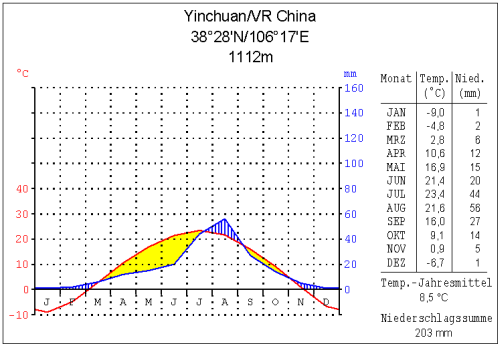
Klimadiagramm Yinchuan

Das Klima Ningxias ist kontinental-gemäßigt bei von Süden nach Norden stark abnehmenden Niederschlägen. Während im Süden noch 670 mm Niederschlag im Jahr fallen, sind es im Norden häufig weit unter 200 mm. Dieser nördliche Teil Ningxias gehört zum zentralasiatischen Steppen- und Wüstenbereich. Die Hauptstadt Yinchuan hat etwa 200 mm Niederschlag jährlich, welcher vor allem im Sommer fällt. Die durchschnittliche Januartemperatur Yinchuans beträgt etwa −9 °C, die durchschnittliche Julitemperatur etwa 26 °C, wobei die maximalen Sommertemperaturen auch 40 °C überschreiten können. Obwohl der Name Ningxia übersetzt etwa ruhiger Sommer bedeutet, ist häufiger starker Wind charakteristisch für das Wetter der Region.

## Administrative Gliederung
Das Autonome Gebiet Ningxia setzt sich aus fünf bezirksfreien Städten zusammen.
| Region                  | Chin.          | Hanyu Pinyin          | Verwaltungs- sitz | Fläche (km²) | Einwohner (2020) |
| ----------------------- | -------------- | --------------------- | ----------------- | ------------ | ---------------- |
| Ningxia                 | 宁夏回族自治区 | Níngxià Huízú Zìzhìqū | Yinchuan          | 51.947,84    | 7.202.654        |
| — Bezirksfreie Städte — |                |                       |                   |              |                  |
| Yinchuan                | 银川市         | Yínchuān Shì          | Jinfeng           | 6.942,86     | 2.859.074        |
| Shizuishan              | 石嘴山市       | Shízuǐshān Shì        | Dawukou           | 4.074,47     | 751.389          |
| Wuzhong                 | 吴忠市         | Wúzhōng Shì           | Litong            | 16.757,59    | 1.382.713        |
| Guyuan                  | 固原市         | Gùyuán Shì            | Yuanzhou          | 10.522,79    | 1.142.142        |
| Zhongwei                | 中卫市         | Zhōngwèi Shì          | Shapotou          | 13.650,14    | 1.067.336        |

## Geschichte

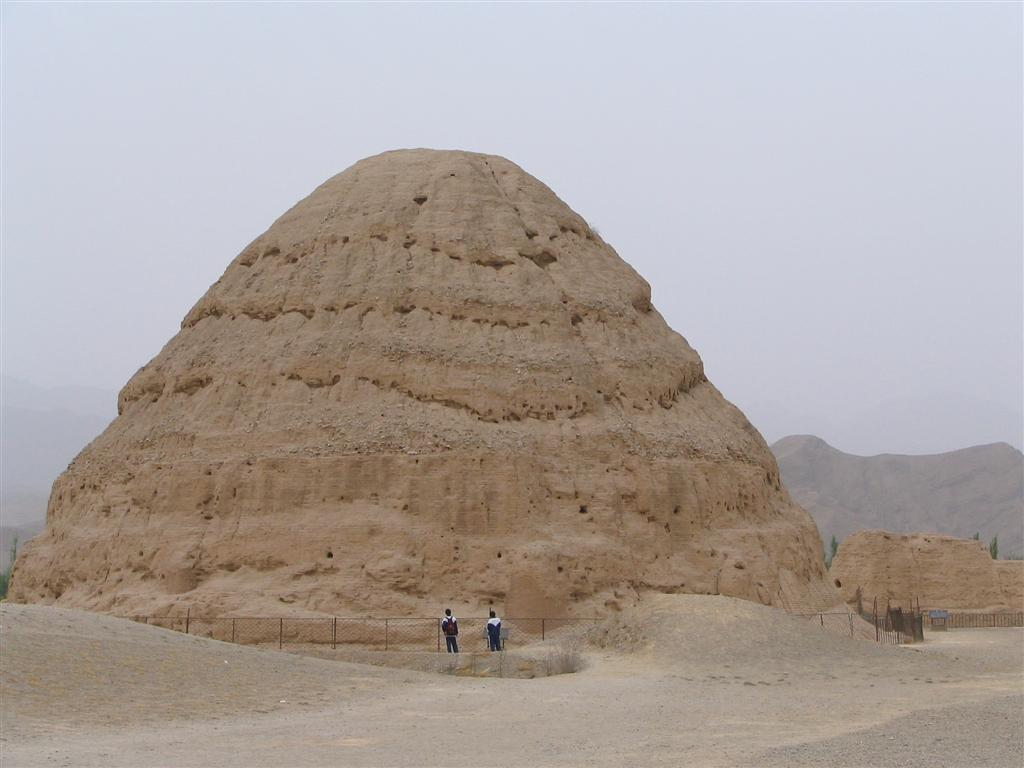
Gräber der Xixia

Die Geschichte von Ningxia wird durch zwei Eigenheiten ihrer geografischen Lage bestimmt: zum einen die Lage in der Nähe zur Seidenstraße und zum anderen die Lage in der Grenzregion zwischen chinesischer Zivilisation und den von Nomaden geprägten Regionen von Zentralasien.
Eine bedeutende Rolle spielte die Region ab dem 10. Jahrhundert. Nach dem Zusammenbruch der Tang-Dynastie durch Revolten aus dem Inneren und Attacken an seinen Grenzen war besonders der Nordwesten des Reiches Eindringlingen aus Zentralasien ausgesetzt. Im 10. Jahrhundert gründeten die Tanguten, ein Volk, das den Tibetern nahestand, einen starken Staat auf dem Gebiet des heutigen Ningxia. Im Jahre 1038 gab der Herrscher dieses Staates, Li Yuanhao seinem Reich den Dynastienamen Xia, welche in der heutigen chinesischen Geschichtsschreibung als westliche Xia oder Xixia bekannt sind. Versuche der Xia, den Rest Chinas zu erobern, wurden im Jahr 1044 abgewehrt, trotzdem blieben die westlichen Xia im heutigen Gansu und Shaanxi eine starke Macht, welche sich mit den Song aus dem Süden und den Liao aus dem Nordosten um die Vorherrschaft über China stritten. Die Hauptstadt des damaligen Reiches, dessen Staatsreligion der Buddhismus war, befand sich in der Nähe des heutigen Yinchuan und hieß Xingchuan.
Um das Jahr 1215 bekamen die westlichen Xia einen neuen Rivalen im Norden, als sich die Mongolen unter Dschingis Khan vereinigten. Eine kurzlebige Allianz mit den Mongolen erlaubte es, Angriffe gegen die Song und Liao durchzuführen. Um die westlichen Xia zu unterwerfen, unternahm Dschingis Khan sechs Feldzüge, wobei er selbst im Jahre 1227 in der Nähe des heutigen Guyuan durch vergiftete Pfeile der Xia tödlich verwundet wurde. Dschingis Khan ordnete kurz vor seinem Tod noch an, die westliche Xia-Dynastie zu vernichten. Seitdem war die Region des heutigen Ningxia kein Zentrum einer Kaiserdynastie mehr.
Nach der Vereinigung Chinas unter den Mongolen kam eine große Zahl von Siedlern aus Zentralasien, die die Präsenz des Islam in der Region verstärkten. Diese Muslime nahmen die dominante Kultur der Han-Chinesen und ihre Sprache an, behielten aber ihre Religion bei. Erst im 19. Jahrhundert, als weite Teile Chinas in Aufruhr gegen die Herrschaft der Qing-Dynastie waren, gab es auch Rebellionen unter den Muslimen. Bei der großen Rebellion zwischen 1862 und 1878 wurden weite Teile von Ningxia, aber auch die Nachbarprovinzen Gansu und Shaanxi verwüstet. Zahlreiche Muslime fanden bei der blutigen Niederschlagung der Rebellion den Tod.

Flagge des bis 1949 autonomen „Sultanats“ der Xibei San Ma

Von 1912 bis 1949 herrschten die erst mit den Guominjun, dann mit den Kuomintang verbündeten muslimisch-chinesischen Hui-Warlords der Ma-Clique (Xibei San Ma) von Ningxia aus über Gansu bis Qinghai. Im Jahre 1928 wurde die Provinz Ningxia zum ersten Mal gegründet, damals durch Abspaltung von Gansu, welches seinerseits kurz zuvor aus Shengan hervorgegangen war. Sie umfasste damals nicht nur das Gebiet, welches heute als Ningxia bekannt ist, sondern auch große Gebiete nördlich davon, die heute zur Inneren Mongolei gehören, aber nur aus unbewohnter Wüste bestehen.
Nachdem die Kommunisten im Jahre 1948 die Kontrolle über die Region erlangten, wurden Ningxia und seine Nachbarprovinzen bis 1954 unter die Verwaltung der Nordwestadministration gestellt. 1954 wurde Ningxia wieder aufgelöst und in die Provinz Gansu eingegliedert. Aber schon 1958 wurde Ningxia als autonomes Gebiet für die muslimische Hui-Nationalität neu gegründet. Im gleichen Jahr wurde auch die Eisenbahnlinie zwischen Baotou in der Inneren Mongolei und Lanzhou in Gansu fertiggestellt.

## Bevölkerung
Ethnien in Ningxia
(Volkszählung 2020)
Obwohl die Region für die Hui-Chinesen eingerichtet wurde, besteht die Bevölkerung mehrheitlich aus Han-Chinesen. Der Rest, etwa 35 Prozent, besteht aus chinesischen Muslimen, die von Händlern abstammen, die über die Seidenstraße in die Region gekommen waren oder zum Islam konvertierten Han-Chinesen. Später, im 14. und 15. Jahrhundert, wurde dieser Bevölkerungsteil durch Siedler aus Zentralasien verstärkt. Somit haben sowohl der Islam, aber auch der Daoismus und Buddhismus, eine sehr lange Tradition in dieser Region.
Noch bis zum Ende des 19. Jahrhunderts hatten Hui und andere muslimische Völker in der Provinz Gansu (zu welcher das Gebiet Ningxia bis 1958 gehörte) über 90 % der damaligen Bevölkerung (8,35 Mio. von 9,3 Mio. Einwohnern) ausgemacht.
Nach der Volkszählung 2020 belief sich die dauerhaft ortsansässige Bevölkerung auf 6.301.350 Personen. Dies entsprach einer Zunahme von 901.304 Personen (+ 14,30 %) seit der letzten Volkszählung 2010. 4.612.964 (64,05 %) waren Han-Chinesen und 2.589.690 (35,95 %) gehörten zu nationalen Minderheiten. Unter diesen hatten die Hui-Chinesen mit 2.523.581 (35,04 %) den größten Anteil. Im Vergleich zu 2010 nahm die Zahl der Han um 543.552 Personen zu (+ 13,36 %), und die der verschiedenen ethnischen Minderheiten wuchs um 357.752 Personen (+ 16,03 %).
Nach der Volkszählung 2020 lebten 64,96 % der Einwohner in Städten und 35,04 % in ländlichen Regionen.

## Wirtschaft
Ningxia ist aufgrund seiner abgelegenen Geografie innerhalb Chinas nicht von der breiten Welle der Exportindustrialisierung erfasst worden, die vor allem die Küstenprovinzen in den letzten 30 Jahren entwickelt hat. Die lokale Parteiführung hat in den letzten Jahren den Fokus der Wirtschaftsplanung auf regenerative Energien und andere umweltfreundliche Technologien ausgerichtet.                                    Das nominale Prokopfeinkommen der Bewohner lag im Jahre 2024 bei rund 75.000 RMB.

## Infrastruktur
Zieht man in Betracht, dass Ningxia in der ersten Hälfte des 20. Jahrhunderts zu den abgelegensten Regionen gehörte, so konstatiert man große Fortschritte im Ausbau der Infrastruktur. Im Jahr 2000 gab es fast 10.000 km Straße, wovon etwa 100 km Autobahn waren. Dazu kommen über 700 km Eisenbahn und 400 km schiffbare Wasserwege. Ningxia behauptet von sich, die einzige Region Nordwestchinas zu sein, in der alle Dörfer an das Elektrizitätsnetz angeschlossen sind.

## Bildung
Die Analphabetenrate im Jahr 2000 wird mit 13,4 % angegeben, was innerhalb Chinas ein relativ hoher Wert ist. Trotz der landwirtschaftlichen Prägung dieser Region ist sie gegenüber 1990 jedoch merklich zurückgegangen.